# 黄原酸酯
黄原酸酯（Xanthate）是黄原酸（ROC(=S)SH）形成的酯类，通式见右图，以特征的黄色而得名，来自希腊语表示黄色的“xanthos”。用作选矿剂和RAFT法中活性自由基聚合反应的控制剂。
由二硫化碳与相应少一个碳的醇盐反应生成黄原酸盐，再用烷基化试剂处理便可得到黄原酸酯。黄原酸酯经Chugaev反应，在200°C热解生成烯烃，是通过醇消除制取烯烃的一种方法，不会发生重排。